# Tinka Kurti
Tinka Kurti właśc. Tinka Thani (ur. 17 grudnia 1932 w Sarajewie) – albańska aktorka. Jedna z najbardziej znanych aktorek albańskich w okresie rządów Envera Hodży. W ciągu 60 lat swojej kariery scenicznej zagrała w 167 sztukach teatralnych.

## Życiorys
Była najstarszym z czwórki dzieci Albańczyka Dedë Kolë Thaniego i węgierskiej aktorki i piosenkarki Elisabet von Balinda. Ukończyła szkołę podstawową w Sarajewie, a w 1945 wraz z rodziną wyemigrowała z Sarajewa do albańskiej Szkodry. W tym mieście także spędziła większość swojego życia. W 1947 roku usunięto ją ze szkoły artystycznej w Tiranie (Liceu Artistik) po trzech miesiącach nauki (jak sama twierdzi, za „zbyt liberalne poglądy”) i na tym zakończyła swoją edukację. W wieku 16 lat została dostrzeżona przez reżysera Andreę Skanjetiego i zadebiutowała na scenie teatralnej, odgrywając drugorzędną rolę w przedstawieniu Dasma Shkodrane (Wesele w Szkodrze). Rok później dołączyła do zespołu Teatru Migjeni w Szkodrze, gdzie grała główne role w dramatach albańskich i rosyjskich (Czechow, Gogol).
W 1958 roku jeszcze nieznana szerszej publiczności zadebiutowała w filmie Tana, u boku znanego już ze scen albańskich i z filmu Skanderbeg – Naima Frashëriego. Tytułowa rola w filmie oznaczała dla niej początek wielkiej kariery. Wystąpiła w 30 filmach fabularnych. Wśród najbardziej znanych filmów, w których wystąpiła warto wymienić: rolę matki w Yjet e netëve të gjata (Gwiazdy długich nocy, 1972), Ciotki w Cifti i lumtur (Szczęśliwe małżeństwo, 1975), czy też senioriny Mancini w filmie Vajzat me kordele të kuqe (Dziewczęta z czerwonymi kokardami, 1978).
Za swoje role otrzymała najwyższe albańskie nagrody, którymi honorowano artystów, w tym Artysty Ludu (alb. Artist i Popullit). Jej imię przyjął teatr albański działający w szwedzkim Malmö, kina w Tiranie i w Durrësie, a także szkoła we wsi Lekbibaj.
Była mężatką (mąż Palok Kurti, zm. 1997), miała syna Zefa (zm. 2018). W 2003 roku reżyser albański, Esat Teliti, nakręcił film dokumentalny „Tinka”, poświęcony postaci aktorki.

## Role filmowe
- 1958: Tana jako Tana
- 1970: Guximtarët jako matka Ilira
- 1972: Yjet e neteve te gjata jako matka
- 1973: Operacioni Zjarri jako Mrika
- 1975: Lumë drite jako Halla
- 1975: Cifti i lumtur jako ciotka
- 1975: Ne fillim te verës jako matka Very
- 1976: Thirrja jako Mrika
- 1978: Gjeneral gramafoni jako matka Halita
- 1978: Vajzat me kordele të kuqe jako seniorina Mancini
- 1979: Emblema e dikurshme jako Patra
- 1979: Ne vinim nga lufta jako Arshia
- 1980: Mëngjeze të reja jako służąca lekarza
- 1980: Nusja jako żona Dema
- 1981: Qortimet e vjeshtës jako matka Kujtima
- 1981: Si gjithë të tjerët jako dyrektorka
- 1982: Besa e kuqe jako Dila
- 1982: Rruga e lirise jako matka Sania
- 1985: Hije që mbeten pas jako matka Agrona
- 1987: Në emër të lirisë jako matka
- 1987: Telefoni i një mëngjesi
- 1988: Flutura ne kabinen time jako Marta
- 1988: Misioni pertej detit
- 1989: Edhe kështu edhe ashtu jako nauczycielka śpiewu
- 1990: Balada e Kurbinit jako matka Dardiego
- 1990: Unë e dua Erën jako doktor Keti
- 1991: Vdekja e kalit jako matka Meri
- 1993: Zemra e nënës jako babka
- 1998: Dasma e Sakos jako Meja
- 1998: Nata jako babka
- 2006: Etjet e Kosovës jako pielęgniarka
- 2008: Mira jako Dija
- 2009: Ne dhe Lenini jako Kristina
- 2009: Familjet (serial telewizyjny)
- 2009: Gjallë! jako babka Fatimy
- 2012: Në kërkim te kujt jako Lumja
- 2014: Bota jako Noje
- 2015: De l'autre côté de la mer jako babka

## Polacy o aktorce
Byłem raz (mianowicie w Shkoder) na współczesnej farsie obyczajowej pt. Lokatorzy z szóstej klatki schodowej. Czołową rolę w tej uroczej komedii pióra Kina Dushi grała Tinka Kurti – znakomita aktorka i równocześnie najjaśniejsza gwiazda albańskiego ekranu.